# Bastien Dubois
Bastien Dubois, né le 8 septembre 1983 est un réalisateur de film d'animation français nommé aux oscars 2011 pour Madagascar, carnet de voyage.

## Biographie
Originaire du Nord, il étudie à l'ESAAT et à Supinfocom. Il a commencé sa carrière dans l'animation en travaillant chez Ankama.

## Filmographie

### Comme réalisateur
- 2006 : Ah (court métrage)
- 2009 : Madagascar, carnet de voyage (court métrage)
- 2013 : Portraits de voyages (série)
- 2013 : Cargo cult (court métrage)
- 2020 : Souvenir Souvenir (court métrage)
- 2025 : IR2ELS (clip musical)